# Лукошин, Олег Константинович
Олег Константинович Лукошин (род. 11 ноября 1974 года в Горьковской области) — российский писатель, журналист.

## Биография
Родился в посёлке Тумботино Павловского района Горьковской (Нижегородской) области. С 1976 года проживает в Нижнекамске. Окончил Елабужский государственный педагогический институт по специальности «учитель английского и немецкого языков». Работал учителем, продавцом, сторожем, менеджером в торговой компании, корреспондентом в городской газете «Нижнекамская правда», редактором корпоративной газеты «Нефтехимик».
Печатался в журналах «Нева» (Санкт-Петербург), «Бельские просторы» (Уфа), «Урал» (Екатеринбург), «Слова» (Смоленск) и других.
Участник четырёх Форумов молодых писателей России в Липках.

Молодой писатель, печатавшийся только на страницах «Урала». Ездил в Липки, но липкинским любимчиком, вроде Прилепина или Садулаева, не стал. «В писатели не приняли», ― сказал о нём Александр Карасёв. Литературная тусовка его не принимала. Примечательно, что профессионалы из большого жюри не стали голосовать за «Капитализм». Лукошина вывели в финал простые блогеры.
— Сергей Беляков

## Премии
- Финалист премии «Национальный бестселлер» (2010);
- Лауреат премии журнала «Урал» в номинации «Крупная проза» (2010);
- Финалист премии «Нонконформизм-2011»;
- Финалист Международного конкурса современной драматургии «Время драмы» (2017);
- Финалист Всероссийского семинара драматургов «Авторская сцена» (2018).

## Интервью
- Человечеству необходимо совершить перезагрузку.
- Литературная среда — это же жуткая мафия.
- Подпольный обличитель.